# Surčin
Surčin (srpski: Сурчин, njemački:Surtschin) je naselje u Srijemu, koje teritorijalno i kulturološki pripada Vojvodini, a nalazi se u Beogradu.

## Zemljopisni položaj
Nalazi se na 44° 47′ 21" sjeverne zemljopisne širine i 20° 16′ 29" istočne zemljopisne dužine, na nadmorskoj visini od 73 metra. Dobanovci su sjeverozapadno, Batajnica je sjeverno, Zemun je sjeveroistočno, Bežanija je istočno, Boljevci su jugozapadno, Petrovčić je zapadno-jugozapadno. Sava teče 4 km jugoistočno od Surčina.

## Povijest
Arheološka nalazišta potvrđuju da je surčinski prostor bio naseljen još u davnoj prošlosti. Pronađena su kamena oruđa, ornamentirana keramika te pretpovijesni kipovi koji pripadaju neolitičkoj vinčanskoj kulturi.
Postoje pouzdani podatci da je sadanji gradski teritorij bio gusto naseljena u keltsko vrijeme, o čemu svjedoči pronađeni brončani i srebrni novac.
Prvi pisano spominjanje naselja na mjestu današnjeg Surčina su iz 1404. godine. Povijesna isprava koja govori o tome je povelja kojom je kralj darovao to naselje plemićkoj obitelji Morovići. Nakon Požarevačkog mira 1718. godine Surčin je ušao u sastav zemunskog posjeda grofa Schönborna, a od 1745. godine je dijelom Hrvatsko-slavonske vojne krajine.
Nakon što je osnovana Vojna krajina, u Surčin se doseljavaju Hrvati iz Like. Naselili su se na istoku Surčina, prema Zemunu. Odmah po doseljenju odabrali zemljište gdje su namjeravali sagraditi crkvu. Izabrali su najbolju lokaciju koju su označili velikim drvenim križem, a nešto poslije su na stupovima dogradili crkveni zvonik. Crkva je u Surčinu od 1786. godine.
Pravoslavna crkva sv. Petke u Surčinu je građena od 1788. do 1812. godine. Ikonostas je djelo Marka Vujatovića, a oslikao ju je Stevan Gavrilović. Surčin slavi Malu gospojinu 21. septembra.
Surčin ima i rimokatoličku crkvu sagrađenu 1896. godine, zaslugom učitelja Adolfa Markovića koji je u Surčinu službovao 10 godina, nakon čega je otišao raditi u Vukovar. 
Do 1938. godine je Surčin bio podružnicom zemunske rimokatoličke župe Blažene Djevice Marije, a od onda je postao samostalnom župom. Te godine je osnovana župa Presvetog Trojstva.
U Surčinu je 1786. godine postojala stara trošna škola, ali prvi podatci o broju đaka datiraju iz 1802. godine kada je nastavu pohađalo 20 đaka. Školska zgrada je podignuta 1817. godine, a škola je s kraćim prijekidima radila tijekom cijelog 19. stoljeća. Koncem 19. i početkom 20. stoljeća se broj učenika znatno povećao. U školskoj godini 1904./05. je bilo 205 učenika, ali i problema sa školskim prstorom.
Ukinućem Vojne krajine je Surčin postao dijelom Kraljevine Hrvatske i Slavonije.
Pred Prvi svjetski rat su u Surčinu bile tri škole: srpska, njemačka i hrvatska. Škola je ubrzo prerasla u osmogodišnju školu. Odlukom SO Zemun 1967. godine je OŠ "Vuk Karadžić" podijeljena zbog velikog broja učenika. Osnovalo se dvije škole. Škola koja je nosila ime stare škole je smještena u novu zgradu, dok je novoutemeljena škola smještena u staru zgradu u kojoj je djelovala dotadašnja škola.
U Prvom svjetskom ratu Surčin je bio poprištem povlačenja srpske vojske koja je pokušala napraviti mostobran u Srijemu. 1914. godine u ovom selu hrvatske Trojednice srpska vojska u povlačenju pred austrijskom vojskom počinila je bjesomučno klanje i ubijanje muškaraca, čak i onih koji napustiše austrijsku vojsku prebjegavši na srpsku stranu, te istodobno u tom tada još hrvatskom selu provodi i užasno silovanje djevojaka i žena do smrti.
Nakon Drugoga svjetskoga rata Surčin, iako je bio u Srijemu, nije ušao u sastav SAP Vojvodine, nego je postao dijelom uže SR Srbije.

## Promet
Zračna luka. Nalazi se sjeveroistočno od Surčina.
Zapadno od Surčina prolazi željeznička prometnica i važna cestovna promentica: beogradska zaobilaznica.

## Stanovništvo
Etnička struktura gradskog naselja Surčina prema popisu od 2002. je bila:
- Srbi 12.358 (86,46%)
- Romi 702 (4,91%)
- Hrvati 377 (2,63%)
- ostali

Naselje je za srpske agresije pretrpilo pokušaje etničkog čišćenja.
11. kolovoza 1995. su svi Hrvati u Surčinu dobili ultimatum da se za 12 sati moraju iseliti iz naselja.
Kninski Srbi su pokušali provaliti u dvije hrvatske kuće, ali su policija i susjedi spriječili progon Hrvata; dan prije toga, 10. kolovoza, je srpska policija iz nekih hrvatskih kuća iselila nasilno useljene Srbe.

### Hrvati u Surčinu
Surčin je po stanju od 15. prosinca 2002. godine davao 1 elektora u Hrvatsko nacionalno vijeće Republike Srbije.
Upravitelj župe Presvetog Trojstva je hrv. književnik Marko Kljajić. Autor je knjige Surčin kroz povijest.
Od 2016. godine u Surčinu djeluje Hrvatska čitaonica Fischer.

## Vanjske poveznice
- (engl.) Fallingrain  Arhivirana inačica izvorne stranice od 1. rujna 2009. (Wayback Machine) Surčin